# ダニエル・カルーヤ
ダニエル・カルーヤ（Daniel Kaluuya, 1989年2月24日 - ）は、イギリスの俳優、脚本家。
2017年に主演を務めた映画『ゲット・アウト』で国際的な評価を獲得し、アカデミー賞、ゴールデングローブ賞、全米映画俳優組合賞、英国アカデミー賞などの各主演男優賞にノミネートされた。2018年にはライジング・スター賞を受賞した。

## 生い立ち
ロンドンで生まれる。母親のダマリーはウガンダからイギリスに移住しロンドンで彼を産み、ケンティッシュ・タウンの公営住宅団地で姉とともに彼を育てた。父親はウガンダに住んでおり、イギリスのビザの規制のためほとんど訪れることがなかった。

## キャリア

### 2000年代 - 2010年代
9歳で初めて演劇の脚本を書き、その後即興劇を始める。子役として地元の劇場で演技を始め、BBCのドラマ『Shoot the Messenger』にリース役で出演。その後ドラマ『スキンズ』にポッシュ・ケネス役で出演し、2つのエピソードで脚本にも参加した。
『スキンズ』出演後、『法医学捜査班 silent witness』、『ドクター・フー』スペシャル「死の惑星」、『オックスフォードミステリー ルイス警部』、『おーい、ミッチェル! はーい、ウェッブ!!』などのテレビシリーズへの出演が増え、BBC Radio 4のシットコム『Sneakiepeeks』では声の出演、2009年のITVのコメディ『FM』ではレギュラーキャストを務める。2009年末にはスクリーン・インターナショナル・マガジンが毎年行う「明日の英国スター（UK Star of Tomorrow）」に選出された。
2010年、ロンドンでの舞台『Sucker Punch』で主演を務め、複数の賞を受賞した。2009年から2011年にかけて、BBCのコメディ『Psychoville』ではティーリーフを演じた。
2011年から2013年にかけて複数の短編映画に出演し、特にダニエル・マロイの『Baby』はサンダンス映画祭でプレミア上映され、エディンバラ国際映画祭と英国インディペンデント映画賞では最優秀短編映画賞を受賞した。
長編映画への出演も併行し、『ジョニー・イングリッシュ 気休めの報酬』（2011年）、『キック・アス/ジャスティス・フォーエバー』（2013年）、『ボーダーライン』（2015年）などに脇役として出演した。

### 2011年 - 現在

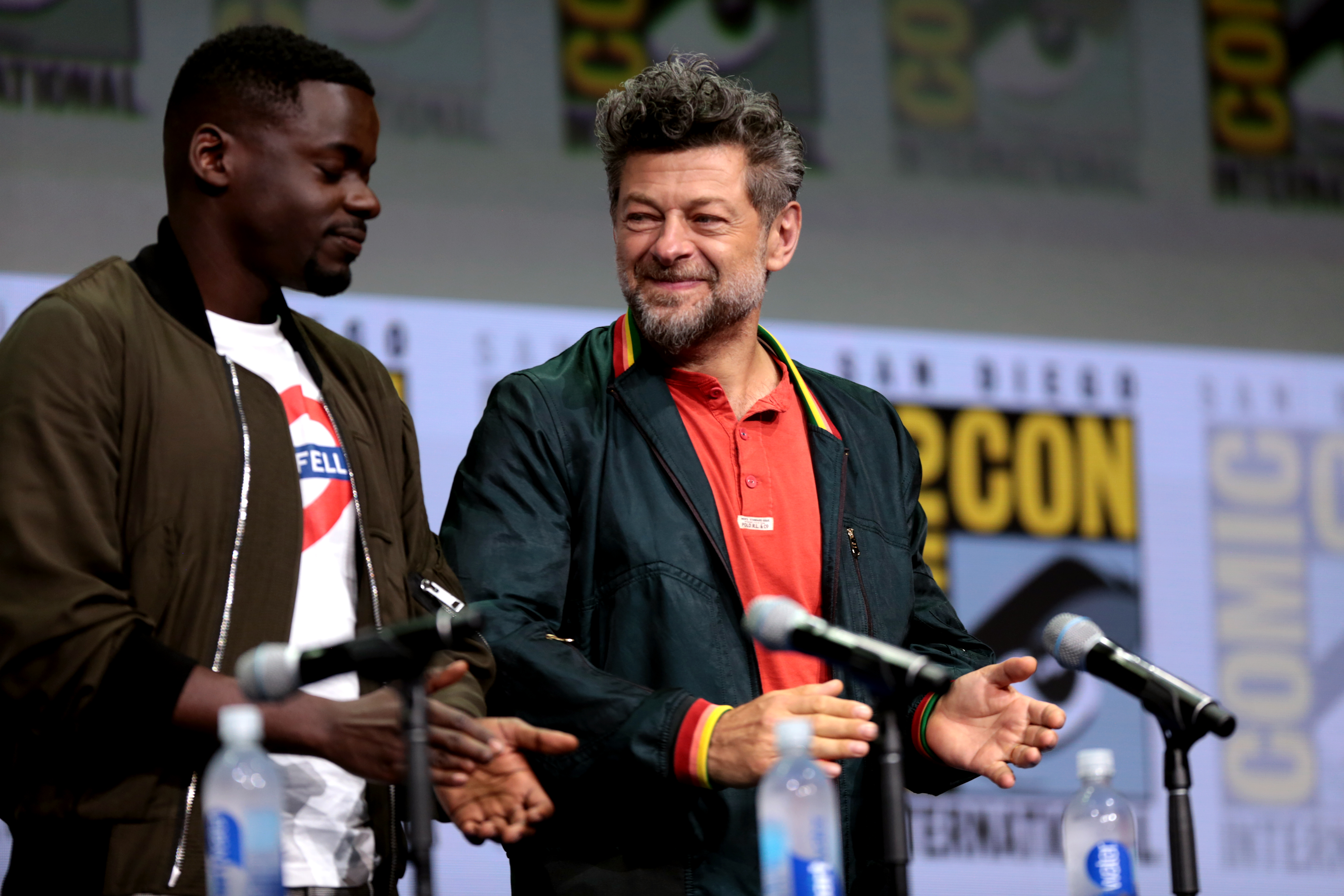
カルーヤとアンディ・サーキス（2017年）

アンソロジーシリーズの『ブラック・ミラー』の1エピソード「1500万メリット」で主役を演じ、批評家から肯定的な評価を得る。当初はイギリスのチャンネル4で2011年に放送されたものだったが、Netflixで配信されるとアメリカで人気となった。『ブラック・ミラー』での演技がジョーダン・ピールの目に留まり、ブレイクのきっかけとなる『ゲット・アウト』の主演に抜擢された。
『ゲット・アウト』は彼の28歳の誕生日でもある2017年2月24日に封切られ、キャリア最大の評価を得る。この作品でアカデミー賞をはじめ、英国アカデミー賞、ゴールデングローブ賞、全米映画俳優組合賞、クリティクス・チョイス・アワードなどの様々な主演男優賞にノミネートされた。2018年にはライジング・スター賞を受賞した。
2016年12月、2018年公開のマーベル・シネマティック・ユニバースの映画『ブラックパンサー』にキャスティングされ、主人公の仲間を演じた。
2020年に『ユダ&ブラック・メシア 裏切りの代償』でアカデミー助演男優賞、ゴールデングローブ賞 助演男優賞を受賞した。

## フィルモグラフィ
※役名の太字表記は主演。

### 映画
| 年   | 題名                                                                              | 役名                                                | 備考            | 吹替       |
| ---- | --------------------------------------------------------------------------------- | --------------------------------------------------- | --------------- | ---------- |
| 2006 | Shoot the Messenger                                                               | Reece                                               |                 | N/A        |
| 2007 | Much Ado About a Minor Ting                                                       | Shocker                                             | N/A             |            |
| 2008 | Cass                                                                              | Young Cass Pennant                                  | N/A             |            |
| 2010 | Chatroom/チャットルーム Chatroom                                                  | モー                                                | 橋本祐樹        |            |
| 2011 | ジョニー・イングリッシュ 気休めの報酬 Johnny English Reborn                       | コリン・タッカー                                    | 石上裕一        |            |
| 2013 | ビトレイヤー Welcome to the Punch                                                 | ジュカ・オガドワ                                    | 烏丸祐一        |            |
| 2013 | キック・アス/ジャスティス・フォーエバー Kick-Ass 2                                | ブラック・デス                                      | 福地将章        |            |
| 2015 | ボーダーライン Sicario                                                            | レジー・ウェイン                                    | 矢野智也        |            |
| 2017 | ゲット・アウト Get Out                                                            | クリス・ワシントン                                  | 三宅健太        |            |
| 2018 | ブラックパンサー Black Panther                                                    | ウカビ                                              | 中井和哉        |            |
| 2018 | ロスト・マネー 偽りの報酬 Widows                                                  | ジャテーム・マニング                                | 日本劇場未公開  | 佐藤せつじ |
| 2019 | クイーン&スリム Queen & Slim                                                      | スリム                                              | 日本劇場未公開  | 三宅健太   |
| 2020 | A Christmas Carol                                                                 | Ghost of Christmas Present                          | 声の出演        |            |
| 2021 | ユダ&ブラック・メシア 裏切りの代償 Judas and the Black Messiah                    | フレッド・ハンプトン                                |                 | 中井和哉   |
| 2022 | Honk for Jesus. Save Your Soul                                                    | N/A                                                 | 製作            | N/A        |
| 2022 | NOPE/ノープ Nope                                                                  | OJ・ヘイウッド                                      |                 | 三宅健太   |
| 2023 | スパイダーマン:アクロス・ザ・スパイダーバース Spider-Man: Across the Spider-Verse | ホバート・“ホービー”・ブラウン / スパイダー・パンク | 声の出演        | 木村昴     |
| TBA  | Spider-Punk                                                                       | ホバート・"ホービー"・ブラウン / スパイダー・パンク | 声の出演 兼脚本 | TBA        |

### 短編映画
| 年   | 題名      | 役名    |
| ---- | --------- | ------- |
| 2010 | Baby      | Damon   |
| 2012 | Beginning | Stanley |
| 2013 | Jonah     | Mbwana  |

### テレビ
| 年        | 題名                                                               | 役名                   | 備考                                     | 吹き替え |
| --------- | ------------------------------------------------------------------ | ---------------------- | ---------------------------------------- | -------- |
| 2007      | The Whistleblowers                                                 | いじめっ子             | エピソード: "No Child Left Behind"       | N/A      |
| 2007      | Comedy: Shuffle                                                    | ディーン               | エピソード: "Brendon Burns"              | N/A      |
| 2007-2009 | スキンズ Skins                                                     | ポッシュ・ケネス       | 11エピソード （脚本として2エピソード）   |          |
| 2008      | Delta Forever                                                      | ロジャー               | エピソード: "Pilot"                      | N/A      |
| 2008      | 法医学捜査班 silent witness Silent Witness                         | エロール・ハリス       | 2エピソード                              |          |
| 2008-2009 | おーい、ミッチェル! はーい、ウェッブ!! That Mitchell and Webb Look | 複数役                 | 2エピソード                              |          |
| 2009      | ドクター・フー Doctor Who                                          | バークレイ             | エピソード: 「死の惑星」                 |          |
| 2009      | オックスフォードミステリー ルイス警部 Lewis                        | デクラン               | エピソード: "Counter Culture Blues"      |          |
| 2009      | FM                                                                 | アデス                 | 4エピソード                              | N/A      |
| 2009      | The Philanthropist                                                 |                        | エピソード: "Nigeria Part II"            | N/A      |
| 2009      | 10 Minute Tales                                                    | 兵士                   | エピソード: "The Three Kings"            | N/A      |
| 2009-2011 | Psychoville                                                        | ティーリーフ           | 12エピソード                             | N/A      |
| 2010      | Comedy Lab                                                         | 複数役                 | エピソード: "Happy Finish"               | N/A      |
| 2010-2012 | Harry and Paul                                                     | パーキング・パタウェヨ | 5エピソード                              | N/A      |
| 2011      | Coming Up                                                          | ミカ                   | エピソード: "Micah"                      | N/A      |
| 2011      | FADES/フェーズ The Fades                                           | マック                 | 6エピソード                              |          |
| 2011      | ブラック・ミラー Black Mirror                                      | ビング                 | エピソード: 「1500万メリット」           | 福田賢二 |
| 2011      | Random                                                             |                        | テレビ映画                               | N/A      |
| 2014      | Babylon                                                            | マット・カワード       | 7エピソード                              | N/A      |
| 2018      | ウォーターシップ・ダウンのウサギたち Watership Down                | ブルーベル             | 声の出演                                 | 田中慎二 |
| 2021      | サタデー・ナイト・ライブ Saturday Night Live                       | 本人（ホスト）         | エピソード: "Daniel Kaluuya/St. Vincent" | N/A      |

## 受賞とノミネート

### 映画
| 年   | 題名                                                           | 賞                               | カテゴリー                               | 結果       |
| ---- | -------------------------------------------------------------- | -------------------------------- | ---------------------------------------- | ---------- |
| 2017 | ゲット・アウト Get Out                                         | アカデミー賞                     | 主演男優賞                               | ノミネート |
| 2017 | ゲット・アウト Get Out                                         | 全米映画俳優組合賞               | 主演男優賞                               | ノミネート |
| 2017 | ゲット・アウト Get Out                                         | 英国アカデミー賞                 | 主演男優賞                               | ノミネート |
| 2017 | ゲット・アウト Get Out                                         | クリティクス・チョイス・アワード | 主演男優賞                               | ノミネート |
| 2017 | ゲット・アウト Get Out                                         | ゴールデングローブ賞             | 主演男優賞（ミュージカル・コメディ部門） | ノミネート |
| 2021 | ユダ&ブラック・メシア 裏切りの代償 Judas and the Black Messiah | アカデミー賞                     | 助演男優賞                               | 受賞       |
| 2021 | ユダ&ブラック・メシア 裏切りの代償 Judas and the Black Messiah | ゴールデングローブ賞             | 助演男優賞                               | 受賞       |
| 2021 | ユダ&ブラック・メシア 裏切りの代償 Judas and the Black Messiah | 英国アカデミー賞                 | 助演男優賞                               | 受賞       |